# جیمز گروئن
جیمز گروئن (انگلیسی: James Gruen؛ ‏ ۸ مارس ۱۸۹۴ – ۱۹ مارس ۱۹۶۷) کارگردان فیلم و فیلم‌نامه‌نویس اهل ایالات متحده آمریکا بود.
از فیلم‌هایی که وی در آن‌ها نقش داشته‌است، می‌توان به دست‌نیافتنی اشاره نمود.